# Chriodes hunanensis
Chriodes hunanensis är en stekelart som beskrevs av He och Chen 1992. Chriodes hunanensis ingår i släktet Chriodes och familjen brokparasitsteklar. Inga underarter finns listade i Catalogue of Life.